# Zagóra (Siedliszcze)
Zagóra – część wsi Siedliszcze w Polsce, położona w województwie lubelskim, w powiecie włodawskim, w gminie Wola Uhruska. 
W latach 1975–1998 Zagóra administracyjnie należała do województwa chełmskiego.